# És a hajó megy
Az És a hajó megy (E la nave va) Federico Fellini 1983-ban bemutatott filmje, melyben játékosan és végképp leszámolt minden filmdramaturgiai hagyománnyal. Itt folytatta az Amarcordban (1973), a Bohócokban, a Fellini-Rómában (1972) felfedezett, könnyedén alkalmazott és csak rá jellemző zseniális „antifilmes” gátlástalanságot: azt a filmnyelvet, melyet csak ő beszél. A film az elején még azt is eljátssza, hogy ez egy némafilm. Eljátssza, hogy ez egy dokumentumfilm. A narrátor gátlástalanul belenéz a kamerába. Még archívnak tűnő virazsírozott jeleneteket is alkalmaz az átverő látszat érdekében.
A film a szeretetteli olasz önirónia egyik legszebb példája.
Egy szimbolikus történetről van szó: a hajó, amely egy híres opera-énekesnő hamvait szállítja, tulajdonképpen az I. világháború felé haladó emberiség metaforája. A hajón van mindenki, aki számít: a gyászoló barátok és ismerősök, magamutogató művészek, operaénekesek, még az uralkodó család tagjai is. A harmadik napon egy szerb menekültekkel teli bárkára bukkannak. Bizonyos fokig mindenki belekeveredik a világháború első napjaiba.
...úgy érzem, az És a hajó megy nyugtalanító dolgokra utal. A tömegkommunikációs információtengerre például, a túltengő információkra, melyek leveszik az emberről a felelősséget. A mass media mindent elöntő lávafolyamára. Hozzászoktatja az embert ahhoz, hogy közvetett úton jusson csak hírekhez, ezért soha nem tudhatja meg, valójában mi történik a világban, mert csak a tévé tejüvegszemén át kaphat információkat... Mese a hiperinformáltságról. Mulatságos történet. Komikus... A valóság, melyet állandóan különböző szempontok szerint mutatnak be és interpretálnak – s e szempontokon érződik a tolmácsolók tudatlansága, elbutultsága vagy lelkendezése –, nos, ez a valóság a legkomikusabb ellentmondásokat produkálja.

## Díjak
David di Donatello Díj (1984)
- díj: legjobb film
- díj: legjobb operatőr: Giuseppe Rotunno
- díj: legjobb látványtervezés: Dante Ferretti
- díj: legjobb forgatókönyv: Tonino Guerra